# Ptychohyla macrotympanum
Az Ptychohyla macrotympanum a kétéltűek (Amphibia) osztályának békák (Anura) rendjébe és a levelibéka-félék (Hylidae) családjába tartozó faj.

## Előfordulása
A faj Guatemalában és valószínűleg Mexikóban él. Természetes élőhelye szubtrópusi vagy trópusi száraz erdők, folyók, lepusztult erdők. A fajt élőhelyének elvesztése fenyegeti.